# Mithridates I của Pontos
Mithridates I Ctistes (trong Tiếng Hy Lạp Mιθριδάτης Kτίστης, cai trị từ 302 TCN - 266 TCN) là người sáng lập (đây là ý nghĩa của từ Ctistes) của vương quốc Pontus thuộc Tiểu Á.
Vào năm 302 hoặc 301 TCN, một thời gian ngắn sau vụ hành quyết cha của ông Mithridates của Cius, Antigonus trở nên nghi ngờ người con trai người mà đã thừa hưởng lãnh địa của dòng họ Cius.Antigonus đã cố gắng tạo ra một lý do để giết hại người con trai này. Tuy nhiên, Mithridates Ktistes, nhận được cảnh báo kịp thời về ý định của Antigonus từ Demetrius Poliorcetes, đã bỏ trốn cùng với một vài người ủng hộ tới Paphlagonia, nơi mà ông đã chiếm được một pháo đài vững chắc được gọi là Cimiata. Ông đã tuyển một số lượng lớn quân lính từ các thành phần khác nhau và từng bước mở rộng lãnh địa của mình ở Pontus và tạo ra nền móng cho sự ra đời của một vương quốc mới mà có thể đã trỗi dậy vào khoảng năm 281 TCN khi mà Mithridates xưng danh hiệu basileus (vua). Trong cùng năm đó, chúng ta biết được ông đã thiết lập liên minh với các thị trấn của Heraclea Pontica, thuộc Bithynia, để bảo vệ họ chống lại Seleukos. Vào thời kì này, Mithridates đã được thấy là đã nhận sự ủng hộ của người Gaul (người sau này định cư ở khu vực Tiểu Á) để đánh bại hoàn toàn lực lượng được gửi đến để chống lại ông bởi Ptolemaios, vua của Ai Cập. Đây là những ghi chép về triều đại của ông, mà đã kéo dài 36 năm. Ông được thừa kế bởi con trai là Ariobarzanes. Dường như ông đã được chôn cất trong một lăng mộ hoàng gia uy nghiêm ở gần thủ đô của vương quốc, Amasia. Những vị vua Pontus kế tiếp ông cũng được chôn cất ở đây cho tới khi chiếm được Sinope vào năm 183 TCN.
Theo Appian, ông là hậu duệ đời thứ 8 kể từ vị phó vương đầu tiên người Ba tư của Pontus dưới thời Darius Đại đế và là người thứ 6 kể từ Mithridates Eupator trở lên.